# Luca Cadalora
Luca Cadalora   (Mòdena, 17 de maig de 1963) és un antic pilot de motociclisme italià que va guanyar tres campionats del món al tombant de la dècada del 1980 (el de 125cc el 1986 i el de 250cc els anys 1991 i 1992).

## Carrera esportiva
Cadalora va debutar en Gran Premi a la categoria de 125cc el 1984 amb una MBA i el 1986 va fitxar per l'equip de fàbrica de Garelli, amb el qual va guanyar el Campionat del Món aquell any amb un total de vuit podis, quatre dels quals, victòries. El seu èxit li va valer un ascens a la classe de 250cc amb l'equip de fàbrica Marlboro Yamaha, dirigit per Giacomo Agostini, per a la temporada següent. El 1991, Cadalora va passar a l'equip de fàbrica Rothmans Honda i va guanyar el Campionat del Món de 250cc amb una Honda NSR250 preparada per Erv Kanemoto. Va revalidar el títol el 1992, de nou amb Honda.

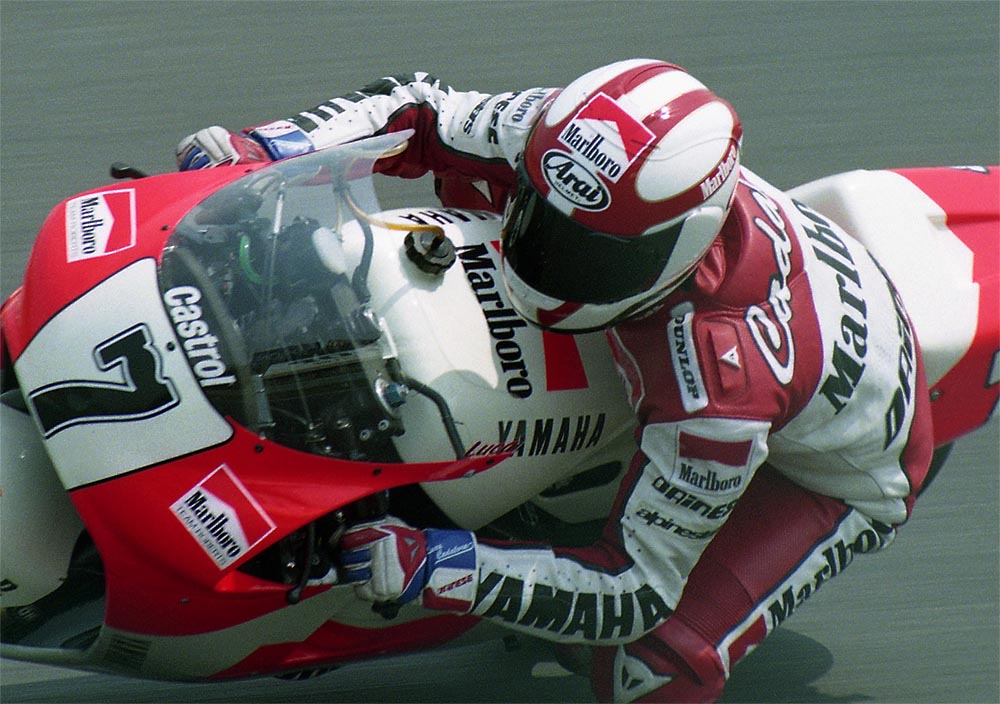
Cadalora amb la Yamaha 500 al GP del Japó de 1993

El 1993, Cadalora va pujar a la categoria reina (500cc) com a company d'equip de Wayne Rainey a l'equip Kenny Roberts-Yamaha. Al llarg de tres temporades en aquest equip va demostrar un bon nivell i va ser subcampió del món de la categoria, darrere de Mick Doohan, el 1994. De cara a la temporada de 1996, Cadalora va entrar a l'equip de Kanemoto amb una Honda NSR500. Tot i no tenir cap patrocinador important, encara va aconseguir acabar la temporada en tercer lloc final, darrere de Doohan i Àlex Crivillé. Per a la temporada de 1997 va aconseguir un contracte com a pilot oficial de Yamaha en el nou equip Promotor Racing, amb el suport d'un empresari austríac. Tanmateix, després de poques curses, l'equip va fer fallida per problemes econòmics. World Championship Motorsports (WCM), però, va rescatar l'equip Promotor gràcies al patrocini de Red Bull i Cadalora va poder acabar la temporada en sisena posició.
A començaments de la temporada de 1998, WCM i Cadalora van perdre el suport oficial de Yamaha, de manera que l'italià va tornar a l'equip de fàbrica de Rainey-Yamaha durant unes quantes curses com a substitut de Jean-Michel Bayle, lesionat, i després va ajudar a desenvolupar la nova motocicleta de competició MuZ. El 1999 va continuar a MuZ. Cadalora va acabar la seva carrera a l'equip de Modenas de Kenny Roberts l'any 2000. Al moment de retirar-se, l'italià acumulava 34 victòries en Gran Premi en tres classes diferents (125, 250 i 500cc).

## Resultats al Mundial de motociclisme
Barem de puntuació de 1969 a 1987:
| Posició | 1  | 2  | 3  | 4 | 5 | 6 | 7 | 8 | 9 | 10 |
| Punts   | 15 | 12 | 10 | 8 | 6 | 5 | 4 | 3 | 2 | 1  |

Barem de puntuació de 1988 a 1991:
| Posició | 1  | 2  | 3  | 4  | 5  | 6  | 7 | 8 | 9 | 10 | 11 | 12 | 13 | 14 | 15 |
| Punts   | 20 | 17 | 15 | 13 | 11 | 10 | 9 | 8 | 7 | 6  | 5  | 4  | 3  | 2  | 1  |

Barem de puntuació de 1992:
| Posició | 1  | 2  | 3  | 4  | 5 | 6 | 7 | 8 | 9 | 10 |
| Punts   | 20 | 15 | 12 | 10 | 8 | 6 | 4 | 3 | 2 | 1  |

Barem de puntuació de 1993 ençà:
| Posició | 1  | 2  | 3  | 4  | 5  | 6  | 7 | 8 | 9 | 10 | 11 | 12 | 13 | 14 | 15 |
| Punts   | 25 | 20 | 16 | 13 | 11 | 10 | 9 | 8 | 7 | 6  | 5  | 4  | 3  | 2  | 1  |

(Ids. Grans Premis | Llegenda) (Curses en negreta indiquen pole; curses en  itàlica indiquen volta ràpida)
| Any  | Categoria | Equip           | Moto        | 1       | 2       | 3       | 4       | 5      | 6       | 7       | 8       | 9       | 10      | 11      | 12     | 13      | 14      | 15      | 16    | Punts | Posició | Victòries |
| ---- | --------- | --------------- | ----------- | ------- | ------- | ------- | ------- | ------ | ------- | ------- | ------- | ------- | ------- | ------- | ------ | ------- | ------- | ------- | ----- | ----- | ------- | --------- |
| 1984 | 125cc     | MBA             | MBA 125     | NAT 5   | ESP NC  | GER 2   | FRA 12  | DTT NC | GBR 6   | SWE NC  | SM 7    |         |         |         |        |         |         |         |       | 27    | 8è      | 0         |
| 1985 | 125cc     | MBA             | MBA 125     | ESP NC  | GER NC  | NAT Ret | AUT 30  | DTT 7  | BEL -   | FRA -   | GBR 11  | SWE -   | SM -    |         |        |         |         |         |       | 4     | 17è     | 0         |
| 1986 | 125cc     | Garelli         | Garelli 125 | ESP 4   | NAT 4   | GER 1   | AUT 1   | DTT 1  | BEL NC  | FRA 1   | GBR 3   | SWE 2   | SM 2    | BWU 2   |        |         |         |         |       | 122   | 1r      | 4         |
| 1987 | 250cc     | Marlboro Yamaha | TZ250       | JPN 13  | ESP 2   | GER 5   | NAT 11  | AUT NC | YUG -   | DTT 15  | FRA 15  | GBR NC  | SWE 2   | CSR 5   | SM 2   | POR 9   | BRA 6   | ARG 4   |       | 63    | 7è      | 0         |
| 1988 | 250cc     | Marlboro Yamaha | TZ250       | JPN NC  | USA 6   | ESP 7   | EXP NC  | NAT 5  | GER 1   | AUT 7   | DTT 4   | BEL 8   | YUG 5   | FRA 6   | GBR 1  | SWE NC  | CSR 3   | BRA Ret |       | 138   | 6è      | 2         |
| 1989 | 250cc     | Marlboro Yamaha | TZ250       | JPN 3   | AUS 3   | USA 3   | ESP 1   | NAT NC | GER 11  | AUT NC  | YUG Ret | DTT NC  | BEL 5   | FRA 11  | GBR NC | SWE 5   | CSR 6   | BRA 1   |       | 127   | 5è      | 2         |
| 1989 | 500cc     | Marlboro Yamaha | YZR500      | JPN -   | AUS -   | USA -   | ESP -   | NAT -  | GER -   | AUT -   | YUG -   | DTT -   | BEL -   | FRA -   | GBR 8  | SWE -   | CSR -   | BRA -   |       | 8     | 27è     | 0         |
| 1990 | 250cc     | Marlboro Yamaha | TZ250       | JPN 1   | USA 2   | ESP 2   | NAT NC  | GER 10 | AUT 1   | YUG 4   | DTT NC  | BEL NC  | FRA 2   | GBR 1   | SWE 4  | CSR 4   | HUN 4   | AUS 3   |       | 184   | 3r      | 3         |
| 1991 | 250cc     | Rothmans Honda  | NSR250      | JPN 1   | AUS 1   | USA 1   | ESP 2   | ITA 1  | GER 4   | AUT 5   | EUR 1   | DTT 2   | FRA 5   | GBR 1   | SM 1   | CSR 3   | VDM 3   | MAL 1   |       | 237   | 1r      | 8         |
| 1992 | 250cc     | Rothmans Honda  | NSR250      | JPN 1   | AUS 1   | MAL 1   | ESP 4   | ITA 1  | EUR 1   | GER 4   | DTT 2   | HUN 1   | FRA 3   | GBR 4   | BRA 1  | RSA 6   |         |         |       | 203   | 1r      | 7         |
| 1993 | 500cc     | Marlboro Yamaha | YZR500      | AUS 8   | MAL NC  | JPN Ret | ESP 5   | AUT 5  | GER 8   | DTT 7   | EUR 15  | SM 5    | GBR 1   | CZE 2   | ITA 1  | USA 3   | FIM Ret |         |       | 145   | 5è      | 2         |
| 1994 | 500cc     | Marlboro Yamaha | YZR500      | AUS 2   | MAL 4   | JPN 4   | ESP Ret | AUT 22 | GER -   | DTT 9   | ITA 2   | FRA 7   | GBR 3   | CZE 3   | USA 1  | ARG 6   | EUR 1   |         |       | 174   | 2n      | 2         |
| 1995 | 500cc     | Marlboro Yamaha | YZR500      | AUS 4   | MAL Ret | JPN 4   | ESP 2   | GER 2  | ITA 12  | DTT 7   | FRA 2   | GBR 5   | CZE 1   | BRA 1   | ARG 3  | EUR Ret |         |         |       | 176   | 3r      | 2         |
| 1996 | 500cc     | Kanemoto Honda  | NSR500      | MAL 1   | INA 6   | JPN Ret | ESP 2   | ITA 3  | FRA 6   | DTT Ret | GER 1   | GBR 9   | AUT 4   | CZE Ret | IMO 6  | CAT 4   | BRA 6   | AUS 7   |       | 168   | 3r      | 2         |
| 1997 | 500cc     | Promotor Yamaha | YZR500      | MAL 4   | JPN 11  | ESP 11  |         |        |         |         |         |         |         |         |        |         |         |         |       | 129   | 6è      | 0         |
| 1997 | 500cc     | WCM Yamaha      | YZR500      |         |         |         | ITA 2   | AUT 3  | FRA Ret | DTT Ret | IMO 6   | GER Ret | BRA 3   | GBR 5   | CZE 2  | CAT 4   | INA Ret | AUS Ret |       | 129   | 6è      | 0         |
| 1998 | 500cc     | Rainey Yamaha   | YZR500      | JPN -   | MAL -   | ESP -   | ITA -   | FRA 6  | MAD Ret |         |         |         |         |         |        |         |         |         |       | 10    | 22è     | 0         |
| 1998 | 500cc     | Suzuki          | RGV500      |         |         |         |         |        |         | DTT Ret | GBR -   | GER -   | CZE -   | IMO -   | CAT -  | AUS -   |         |         |       | 10    | 22è     | 0         |
| 1998 | 500cc     | MuZ-Weber       | MuZ 500     |         |         |         |         |        |         |         |         |         |         |         |        |         | ARG Ret |         |       | 10    | 22è     | 0         |
| 1999 | 500cc     | MuZ-Weber       | MuZ 500     | MAL Ret | JPN -   | ESP 8   | FRA Ret | ITA 10 | CAT Ret | DTT NVC | GBR -   | GER Ret | CZE Ret | IMO -   | VAL -  | AUS -   | RSA -   | BRA -   | ARG - | 14    | 20è     | 0         |
| 2000 | 500cc     | Roberts Modenas | KR3         | RSA -   | MAL -   | JPN -   | ESP -   | FRA -  | ITA -   | CAT -   | DTT -   | GBR -   | GER 14  | CZE 15  | POR -  | VAL -   | BRA -   | PAC -   | AUS - | 3     | 27è     | 0         |